# Deraeocoris borealis
Deraeocoris borealis är en insektsart som först beskrevs av Van Duzee 1920.  Deraeocoris borealis ingår i släktet Deraeocoris och familjen ängsskinnbaggar. Inga underarter finns listade i Catalogue of Life.